# اتو لوبارش
اتو لوبارش (آلمانی: Otto Lubarsch؛ ‏ ۴ ژانویهٔ ۱۸۶۰ – ۱ آوریل ۱۹۳۳) استاد دانشگاه و آسیب‌شناس اهل آلمان بود.
او در آغاز در دانشگاه لایپزیگ و دانشگاه هایدلبرگ، فلسفه و علوم طبیعی خواند. سپس به پزشکی علاقه‌مند شد و مدرک پزشکی خود را در سال ۱۸۸۳ از دانشگاه استراسبورگ دریافت داشت. وی به‌عنوان دستیار آسیب‌شناسی در دانشگاه برن، دانشگاه گیسن، دانشگاه برسلاو و دانشگاه زوریخ به کسب تجربه پرداخت و بعدها به مقام استادی آسیب‌شناسی تشریحی در دانشگاه روستوک نائل شد.
وی نخستین کسی است که تومور کارسینوئید را تشریح و توصیف نمود.